# Топкановский сельский округ
Топкановский сельский округ — упразднённая административно-территориальная единица, существовавшая на территории Каширского района Московской области в 1994—2006 годах.
Топкановский сельсовет был образован в первые годы советской власти. По данным 1923 года он входил в состав Растовецкой волости Каширского уезда Московской губернии.
В 1926 году Топкановский с/с включал деревни Киреевка и Топканово, а также совхоз, хутор и лесную сторожку.
В 1929 году Топкановский с/с был отнесён к Каширскому району Серпуховского округа Московской области.
В 1935 году к Топкановскому с/с был присоединён Масловский с/с.
17 июля 1939 года к Топкановскому с/с были присоединены селения Веревское и Железня упразднённого Коростылевского с/с.
4 апреля 1952 года из Топкановского с/с в Ледовский были переданы селения Веревское и Железня.
14 июня 1954 года Топкановский с/с был упразднён, а его территория передана в Ледовский с/с.
20 августа 1960 года Топкановский с/с был восстановлен путём преобразования Больше-Ильинского с/с.
1 февраля 1963 года Каширский район был упразднён и Топкановский с/с вошёл в Ступинский сельский район. 11 января 1965 года Топкановский с/с был возвращён в восстановленный Каширский район.
25 октября 1984 года в Топкановском с/с было упразднено селение Киреевка, а 23 июня 1988 года — деревни Большое Любилово и Малое Любилово.
3 февраля 1994 года Топкановский с/с был преобразован в Топкановский сельский округ.
19 мая 2001 года деревня Бурцево Ледовского с/о была присоединена к деревне Бурцево Домнинского с/о.
В ходе муниципальной реформы 2004—2005 годов Топкановский сельский округ прекратил своё существование как муниципальная единица. При этом его населённые пункты были переданы в сельское поселение Топкановское.
29 ноября 2006 года Топкановский сельский округ исключён из учётных данных административно-территориальных и территориальных единиц Московской области.